# Girolamo Balbi
Girolamo Balbi (latinul Hieronymus Balbus, magyarosan Balbus Jeromos; Acellini); (Velence, 1460 körül – Róma, 1530. november 11.) gurki püspök.

## Élete
Tanulmányait Rómában és Padovában elvégezve, 1485. táján Párizsba ment, ahol 1489-ben az egyetemhez a humán tárgyak tanárává nevezték ki. Az általa felidézett irodalmi harcok következtében kénytelen volt elmenekülni. 1493 elején Vitéz János veszprémi püspök birtokán találjuk részint Somogy vármegyében, részint Veszprémben. 1494 elejétől a bécsi egyetemen előbb a római jogból, majd a humán tárgyakból is mint rendes tanár előadásokat tartott; ezeket azonban tanártársaival való folytonos civódásai miatt 1497-ben abbahagyta. Ezen év vége felé ismét Magyarországra (Budára) jött; minthogy itt sem tudott boldogulni, visszatért Bécsbe és folytatta előadásait. 1499 elején azonban újra elhagyta Bécset, hogy időközben szerzett vagyonával Magyarországon át hazájába visszatérjen, de a Vértesben rablók kifosztották és félholtan ott hagyták a erdőben. (Mindezt ő maga leírja: Elegia hodoeporicon-jában.) Ily állapotban kellett Bécsbe visszatérnie. Innen még ugyanazon évben a jog és humán tárgyak tanárául a prágai egyetemre hívták meg, de részint aljas hízelgései, részint erkölcstelen magaviselete miatt itt sem volt soká maradása. 1501 táján újból Magyarországra jött és itt alapította meg szerencséjét.
Még 1510 előtt kanonokká lett (mikor lett pappá nem tudjuk); 1513 végén mint váci préposttal és királyi titkárral találkozunk vele. 1514-ben egri őrkanonok volt. 1515 elején váci prépostságát és egri őrkanonokságát a pozsonyi prépostsággal cserélte fel. Az egyházi állásaival járó kötelességekkel azonban keveset törődött és 1510-től csaknem egészen a politikának élt. Mint II. Lajos és Anna hercegnőnek három éven át (1510–1512?) nevelője és Szakmáry György kancellár bizalmas embere könnyűszerrel kieszközölte, hogy a legfontosabb diplomáciai küldetésekben alkalmazzák. 1513-ban megszerezte a pécsi székeskáptalan éneklőkanonoki javadalmát.
1515-ben I. Miksánál Innsbruckban járt; midőn Ulászló király azon év március 18-án Pozsonyba érkezett, hogy Miksa császárral a családi szövetséget megkösse, a császárral volt többek közt Balbi Jeromos is. 1516-ban részt vett a három császár találkozóján Bécsben, 1518-ban Zsigmond lengyel királynak Bona hercegnővel való esküvőjén képviselte az ország nádorát és nagyon fontos diplomáciai misszióban járt el. Ugyanazon év őszén mint magyar követ az augsburgi birodalmi gyűlésen a törökök elleni harcra buzdított és a magyarországi pártviszályok lecsillapítására iparkodott a német császár közreműködését megnyerni. 1520. október 23-án ugyanazon minőségben V. Károlynak Aachenben német császárrá való koronázásánál volt jelen és ugyanazon év végén ákosházi Sárkány Ambrus Zala vármegyei főispánnal elment Innsbruckba, hogy II. Lajos nővérét, Anna hercegnőt, Ferdinánd osztrák herceggel való eljegyzésére elkísérje s egyúttal Mária osztrák hercegnőt II. Lajos számára eljegyezze. 
1521. április 3-án a wormsi országgyűlésen, mint magyar követ, a törökök ellen hatalmas beszédet tartott és Luther Márton megtérítésén is fáradozott. Innét csak azért tért vissza hazánkba, hogy annak elhagyására megtegye az előkészületeket, annyira megrettentette őt a törökök gyors előnyomulása. Miután a pozsonyi prépostságot zelei Aczél Ferencnek bérbe adta, Ausztriába ment, ahol Ferdinánd főherceg (a későbbi császár és magyar király), nagyon szívesen fogadta. 1523 elején már mint választott gurki püspök Rómába ment, hogy mint Ferdinánd követe VI. Adorján pápát trónra léptekor üdvözölje. 1524 júniusában ismét Budán járt és a cseh eretnekek megtérítése dolgában érdekes memorandumot dolgozott ki az esztergomi érsek számára. Innét Rómába utazott és itt töltötte életének hátralévő éveit mint VII. Kelemen pápa házi prelátusa és Kelet-Európa politikai ügyeiben tanácsadója, miközben 1526. június 13-án leköszönt a gurki püspökségről.
1527 februárjában Firenzében járt követségben. 1529. augusztus 1-jén a pápai udvar előtt a törökök ellen fényes beszédet tartott. 1530 februárjában jelen volt V. Károly koronázásánál Bolognában. Ugyanazon év május és június havában Ferdinánd királynál járt Innsbruckban, hogy királyi tanácsosi rangjával járó fizetése ügyét rendezze.

## Munkái
Iratainak legnagyobb részét Retzer József kiadása: H. Balbi opera poetica oratoria ac politico-moralia e cod. mss. primisque typis coll. et praefat. est Jos. Retzer, Vindobonae, 1791–92. két kötet, foglalja egybe. Ezek:
Költeményei, melyek nagyobb részt még a 15. században több kiadásban láttak napvilágot, párizsi irodalmi ellenfelei ellen intézett dialógusa a Rhetor gloriosus (1493?), a wormsi országgyűlésen (1521), VI. Adorján pápa előtt (1523.) és VII. Kelemen előtt (1529.) tartott beszédei, a német császárnak római császárrá való koronázásáról írt államtudományi munkája (1530), végül filozófiai és történeti művei: 
- De civili et bellica fortitudine (1526)
- De Turcorum origine… (1526)
- De pace inter christianos principes ineunda. De intutibus (1526)
- De fortuna et providentia

Werbőczy István Tripartitumának első nyomtatott kiadása (1517) végén Balbi Jeromos latin verse olvasható, melyben a szerző a két leghíresebb görög törvényhozó, Lykurgos és Solon mellé van állítva.